# На жатву (Марфа и Ванька)
«На жатву (Марфа и Ванька)» — картина второго крестьянского цикла Казимира Малевича.

## Описание
Две фигуры обращены к зрителю спиной. Центральное место занимает женщина Марфа, идущая на жатву. Её формы исполнены в той же манере, что и фигура Ваньки, только она намного больше его пропорционально. Обе фигуры одинаково окрашены, имеют одинаковую посадку головы — она втянута в плечи. Таким же образом вывернуты стопы, обутые в лапти. На заднем плане изображены люди, занятые уборкой сена.
Тематически картина соответствует картине «В поле» первого крестьянского цикла, которая была утеряна. Однако сохранился её рисунок. Из сравнения этих двух работ видно, как трактовка фигур и пейзажа различается в досупрематических (первый цикл) и постсупрематических (второй цикл) крестьянских работах Малевича. В поздних картинах появился горизонт, пространство обрело ясно членимое развитие, закреплённое геометрически-декоративной разработкой полосатой земли. Фигуры, скроенные из неких выгнутых жёстких плоскостей, своими цветовыми сопоставлениями напоминают о локальной раскраске супрематических геометрических элементов.

## История создания
Ранее была написана картина «Мальчик (Ванька)», которая легла в основу «Марфы и Ваньки». На обороте картина «На жатву (Марфа и Ванька)» датирована Малевичем 1909—1910 годами, однако считается, что написана она в период 1928—1929 годов.
- Рисунок с картины «В поле»
- «Мальчик (Ванька)»